# Carlos I, Senhor de Mônaco
Carlos I (? - 15 de Agosto de 1357) foi o senhor do Mónaco de 1331 até a data de sua morte, e primeiro senhor de Mônaco, sendo então considerado o fundador da Casa de Grimaldi, que a mais de sete séculos governa o Mónaco. Ele era o filho mais velho de Rainério I, que era primo de Francisco Grimaldi, que em 1297 fundou o senhorio do Mónaco, futuro Principado do Mónaco.
Após a sua morte e a morte de seu herdeiro, Mónaco foi governado por Gênova de 1357 até 1395, quando os legítimos herdeiros Luís e João Grimaldi reconquistaram o país.